# I liga paragwajska w piłce nożnej (2012)
Mistrzem Paragwaju turnieju Apertura został klub Cerro Porteño, natomiast wicemistrzem Paragwaju turnieju Apertura - Club Olimpia.
Mistrzem Paragwaju turnieju Clausura został klub Club Libertad, natomiast wicemistrzem Paragwaju turnieju Clausura - Club Nacional.
Do turniejów międzynarodowych zakwalifikowały się następujące kluby:
- Copa Libertadores 2013: Cerro Porteño, Club Libertad, Club Olimpia.
- Copa Sudamericana 2013: Cerro Porteño, Club Libertad, Club Nacional, Club Guaraní.

O spadku do drugiej ligi decydował średni dorobek z trzech ostatnich sezonów. Spadły dwa kluby - Independiente Asunción i Tacuary Asunción.
Na ich miejsce awansował mistrz drugiej ligi General Díaz Luque oraz wicemistrz drugiej ligi Deportivo Capiatá.

## Torneo Apertura 2012

### Apertura 1
| Data          | Mecz |
| ------------- | --- |
| 3 lutego 2012 | Club Guaraní - Independiente Asunción 3:1 Federico Javier Santander 26, 72, Elvis Marecos 70 - Luis Antonio Miño 65                                       |
| 3 lutego 2012 | Club Olimpia - Sportivo Carapeguá 3:2 Luis Alberto Caballero 20, 70, Adrián Marcelo Romero 38 - Eduardo Alberto Echeverría 39, Ever Mariano Barrientos 51 |
| 4 lutego 2012 | Club Libertad - Club Nacional 1:0 Cristián Matías Menéndez 20                                                                                             |
| 4 lutego 2012 | Tacuary Asunción - Club Rubio Ñú 0:1 Derlis González 39                                                                                                   |
| 5 lutego 2012 | Club Sol de América - Cerro Porteño Presidente Franco 4:1 Enzo Enrico Prono 46, 68, Edgar Orzuza 61, José Ortigoza 84 - Nelson Darío Figueredo 88         |
| 5 lutego 2012 | Sportivo Luqueño - Cerro Porteño 2:0 Juan Gabriel Abente 67, Pablo Junior Giménez 93                                                                      |

### Apertura 2
| Data           | Mecz |
| -------------- | --- |
| 11 lutego 2012 | Club Rubio Ñú - Club Guaraní 2:1 Cláudio César Correa 6, 38 - Eduardo Javier Filippini 41                                                                                              |
| 11 lutego 2012 | Sportivo Carapeguá - Cerro Porteño 1:2 Eduardo Alberto Echeverría 26 - Esteban José Ramírez 44s, Pedro Juan Benítez 94                                                                 |
| 12 lutego 2012 | Cerro Porteño Presidente Franco - Club Olimpia 0:0 |
| 12 lutego 2012 | Independiente Asunción - Club Sol de América 2:4 Óscar Nadín Díaz 43k, Francisco Javier García 63 - Enzo Enrico Prono 1, Reinaldo Ocampo 51, Edgar Damián Segovia 67, José Ortigoza 87 |
| 12 lutego 2012 | Club Libertad - Sportivo Luqueño 1:0 Cristián Matías Menéndez 45 |
| 12 lutego 2012 | Club Nacional - Tacuary Asunción 2:0 Marcos Hernán Riveros 25, Carlos Gabriel Ruíz Peralta 36                                                                                          |

### Apertura 3
| Data           | Mecz |
| -------------- | --- |
| 18 lutego 2012 | Club Guaraní - Club Nacional 1:3 Fabio Escobar 1 - Herminio Antonio Miranda 25k, David Bernardo Mendoza 61, Germán Cano 85 |
| 18 lutego 2012 | Club Olimpia - Independiente Asunción 1:1 Pablo Daniel Zeballos 9 - Luis Antonio Miño 20                                   |
| 18 lutego 2012 | Club Sol de América - Club Rubio Ñú 2:0 José Ortigoza 4, Gilberto Ariel Velázquez 43s                                      |
| 19 lutego 2012 | Cerro Porteño - Cerro Porteño Presidente Franco 1:0 Roberto Antonio Nanni 15                                               |
| 19 lutego 2012 | Sportivo Luqueño - Sportivo Carapeguá 1:1 Claudio David Vargas 7 - Eduardo Alberto Echeverría 20                           |
| 20 lutego 2012 | Tacuary Asunción - Club Libertad 1:1 Jorge Miguel Ortega 54 - Miguel Samudio 91                                            |

### Apertura 4
| Data           | Mecz |
| -------------- | --- |
| 24 lutego 2012 | Cerro Porteño Presidente Franco - Sportivo Carapeguá 1:0 Leonardo Delvalle 86                                                                                 |
| 25 lutego 2012 | Independiente Asunción - Cerro Porteño 1:4 Imanol Iribarri 72 - Julio Daniel Dos Santos 29, Santiago Gabriel Salcedo 32, Edgar Benítez 48, Jonathan Fabbro 85 |
| 25 lutego 2012 | Club Libertad - Club Guaraní 2:2 Cristián Matías Menéndez 23, Víctor Javier Cáceres 29 - Marcelo José Palau 47, Elvis Marecos 87                              |
| 25 lutego 2012 | Club Nacional - Club Sol de América 2:1 Ariel Gregorio Bogado 3, Carlos Gabriel Ruíz Peralta 45+3 - José Ortigoza 63                                          |
| 26 lutego 2012 | Club Rubio Ñú - Club Olimpia 2:3 Josías Cardoso 21, Gilberto Ariel Velázquez 52 - Luis Nery Caballero 39, Álvaro Francisco Nájera 61, Vladimir Marín 66       |
| 26 lutego 2012 | Tacuary Asunción - Sportivo Luqueño 0:0 |

### Apertura 5
| Data         | Mecz |
| ------------ | --- |
| 2 marca 2012 | Club Guaraní - Tacuary Asunción 4:0 Fabio Escobar 15, Darío Ocampo 53, Dante López 61, Luis de la Cruz 86 |
| 3 marca 2012 | Club Olimpia - Club Nacional 2:1 Luis Nery Caballero 36, Maximiliano Ariel Biancucci 87 - Ariel Gregorio Bogado 57 |
| 3 marca 2012 | Club Sol de América - Club Libertad 0:3 Luciano Civelli 29, Sergio Daniel Aquino 45+3k, José Ariel Núñez 75 |
| 4 marca 2012 | Cerro Porteño - Club Rubio Ñú 5:3 Santiago Gabriel Salcedo 10, Edgar Benítez 19, Mariano Esteban Uglessich 23, Luis Enrique Cáceres 69, Guillermo Alexis Beltrán 90 - Roberto Miguel Acuña 59, Josías Cardoso 89, Alberto Espínola 93 |
| 4 marca 2012 | Sportivo Carapeguá - Independiente Asunción 3:0 Jorge Amado Ayala 10k, 76, Eduardo Alberto Echeverría 80 |
| 4 marca 2012 | Sportivo Luqueño - Cerro Porteño Presidente Franco 3:0 Guido Di Vanni 21, 73, Juan Gabriel Abente 76 |

### Apertura 6
| Data          | Mecz |
| ------------- | --- |
| 9 marca 2012  | Club Libertad - Club Olimpia 0:1 Luis Nery Caballero 4                                                                                            |
| 10 marca 2012 | Club Guaraní - Sportivo Luqueño 3:1 Marcelo José Palau 2, Fabio Escobar 24k, Carlos Daniel Hidalgo 93k - Roberto Carlos Gamarra 61                |
| 10 marca 2012 | Club Nacional - Cerro Porteño 2:0 Ariel Gregorio Bogado 35, Germán Cano 63                                                                        |
| 11 marca 2012 | Independiente Asunción - Cerro Porteño Presidente Franco 1:1 Luis Antonio Miño 69 - Leonardo Delvalle 90                                          |
| 11 marca 2012 | Club Rubio Ñú - Sportivo Carapeguá 1:2 Roberto Miguel Acuña 10 - Eduardo Alberto Echeverría 27k, 38                                               |
| 11 marca 2012 | Tacuary Asunción - Club Sol de América 2:6 Jorge Miguel Ortega 45, Raúl Basilio Román 71 - José Ortigoza 3, 22, 31, 64, David Ariel Mendoza 9, 15 |

### Apertura 7
| Data          | Mecz |
| ------------- | --- |
| 17 marca 2012 | Cerro Porteño - Club Libertad 1:0 Walter Javier López 29                                                                                             |
| 17 marca 2012 | Cerro Porteño Presidente Franco - Club Rubio Ñú 3:1 Rogerio Luis Leichtweis 14, Arnaldo Joel Recalde 55, Marco Antonio Prieto 87 - Josías Cardoso 89 |
| 18 marca 2012 | Club Olimpia - Tacuary Asunción 2:1 Pablo Daniel Zeballos 27, Vladimir Marín 46 - Diego Centurión 73                                                 |
| 18 marca 2012 | Club Sol de América - Club Guaraní 0:1 Darío Ocampo 80                                                                                               |
| 18 marca 2012 | Sportivo Carapeguá - Club Nacional 2:1 Esteban José Ramírez 5, 37 - Rodrigo Teixeira 65                                                              |
| 18 marca 2012 | Sportivo Luqueño - Independiente Asunción 1:3 Rolando Marciano Bogado 60 - Imanol Iribarri 37, 90, José Báez 63                                      |

### Apertura 8
| Data          | Mecz |
| ------------- | --- |
| 23 marca 2012 | Club Nacional - Cerro Porteño Presidente Franco 2:1 Rodrigo Teixeira 40, Ángel Reinaldo Orué 86 - Rogerio Luis Leichtweis 38                                     |
| 24 marca 2012 | Club Guaraní - Club Olimpia 0:1 Pablo Daniel Zeballos 51 |
| 24 marca 2012 | Club Rubio Ñú - Independiente Asunción 2:1 Christian Gustavo Sosa 4, Josías Cardoso 81 - Francisco Javier García 22                                              |
| 25 marca 2012 | Club Libertad - Sportivo Carapeguá 1:1 Cristián Matías Menéndez 75 - Eduardo Alberto Echeverría 55                                                               |
| 25 marca 2012 | Club Sol de América - Sportivo Luqueño 2:3 Enzo Enrico Prono 14, Ricardo Julián Martínez 46 - Pablo Junior Giménez 30, Juan Gabriel Abente 38, Guido Di Vanni 59 |
| 25 marca 2012 | Tacuary Asunción - Cerro Porteño 2:4 Jorge Miguel Ortega 21, 26 - Edgar Benítez 31, 58, Santiago Gabriel Salcedo 43, Jonathan Fabbro 90                          |

### Apertura 9
| Data            | Mecz |
| --------------- | --- |
| 31 marca 2012   | Cerro Porteño Presidente Franco - Club Libertad 0:2 Pablo César Velásquez 42, Víctor Javier Cáceres 74                                                                                          |
| 31 marca 2012   | Club Olimpia - Club Sol de América 1:0 Maximiliano Ariel Biancucci 63 |
| 1 kwietnia 2012 | Cerro Porteño - Club Guaraní 1:0 Santiago Gabriel Salcedo 47 |
| 1 kwietnia 2012 | Independiente Asunción - Club Nacional 2:5 Emanuel Biancucchi 31k, Herminio Antonio Miranda 83s - Denis Caniza 15, Javier Mercedes González 46, 54, Ángel Reinaldo Orué 64, Rodrigo Teixeira 71 |
| 1 kwietnia 2012 | Sportivo Carapeguá - Tacuary Asunción 1:1 Eduardo Alberto Echeverría 37 - Luciano Vera 77 |
| 1 kwietnia 2012 | Sportivo Luqueño - Club Rubio Ñú 1:1 Guido Di Vanni 38 - César Llamas 84 |

### Apertura 10
| Data            | Mecz |
| --------------- | --- |
| 7 kwietnia 2012 | Club Nacional - Club Rubio Ñú 0:2 Derlis González 35, Freddy Javier Coronel 56                                                               |
| 7 kwietnia 2012 | Club Sol de América - Cerro Porteño 2:2 William Gabriel Mendieta 36, Enzo Enrico Prono 47 - Julio Daniel Dos Santos 60k, Jonathan Fabbro 72k |
| 7 kwietnia 2012 | Tacuary Asunción - Cerro Porteño Presidente Franco 1:0 Luciano Vera 22                                                                       |
| 8 kwietnia 2012 | Club Guaraní - Sportivo Carapeguá 2:1 Diego Darío Figueredo 18, Elvis Marecos 85 - Héctor Federico Carballo 11s                              |
| 8 kwietnia 2012 | Club Libertad - Independiente Asunción 1:1 Pablo César Velásquez 45 - Edgar Ramón Ferreira 47                                                |
| 8 kwietnia 2012 | Club Olimpia - Sportivo Luqueño 2:1 Arnaldo Castorino 72, Eugenio Gabriel Montiel 82 - Carlos Alberto Martìnez Ramìrez 14                    |

### Apertura 11
| Data             | Mecz |
| ---------------- | --- |
| 14 kwietnia 2012 | Cerro Porteño Presidente Franco - Club Guaraní 2:1 Miguel Ángel Godoy 28, Rogerio Luis Leichtweis 43 - Carlos Daniel Hidalgo 33                      |
| 14 kwietnia 2012 | Independiente Asunción - Tacuary Asunción 2:1 Emanuel Biancucchi 47, José Báez 66 - Luciano Vera 50                                                  |
| 15 kwietnia 2012 | Cerro Porteño - Club Olimpia 0:1 Sebastián Ariosa 26                                                                                                 |
| 15 kwietnia 2012 | Sportivo Carapeguá - Club Sol de América 0:2 Reinaldo Ocampo 24k, Sergio Escalante 78                                                                |
| 15 kwietnia 2012 | Sportivo Luqueño - Club Nacional 2:1 Guido Di Vanni 29, Juan Pablo Raponi 57 - Rodrigo Teixeira 66                                                   |
| 16 kwietnia 2012 | Club Rubio Ñú - Club Libertad 1:5 César Llamas 88 - Pablo César Velásquez 37, José Ariel Núñez 56, Néstor Abrahan Camacho 68k, 72, Miguel Samudio 81 |

### Apertura 12
| Data             | Mecz |
| ---------------- | --- |
| 18 kwietnia 2012 | Cerro Porteño - Sportivo Luqueño 3:0 Pedro Juan Benítez 69, Edgar Benítez 91, Mathías Corujo 93                    |
| 18 kwietnia 2012 | Cerro Porteño Presidente Franco - Club Sol de América 1:1 Christian Fernando Andersen 42 - Bruno Amílcar Valdez 63 |
| 18 kwietnia 2012 | Independiente Asunción - Club Guaraní 0:1 Marcelo José Palau 84                                                    |
| 18 kwietnia 2012 | Sportivo Carapeguá - Club Olimpia 1:2 Aldo Olmedo 38 - Pablo Daniel Zeballos 22, 55                                |
| 16 maja 2012     | Club Rubio Ñú - Tacuary Asunción 1:0 William Santander 86                                                          |
| 6 czerwca 2012   | Club Nacional - Club Libertad 1:2 Ignacio Ramón Cáceres 30 - Luciano Civelli 43, Jonathan Santana 45               |

### Apertura 13
| Data             | Mecz |
| ---------------- | --- |
| 21 kwietnia 2012 | Club Olimpia - Cerro Porteño Presidente Franco 3:3 Eduardo Aranda 36, Adrián Marcelo Romero 51, Vladimir Marín 65 - Rogerio Luis Leichtweis 40, 72, Francisco Ramón López 83 |
| 22 kwietnia 2012 | Cerro Porteño - Sportivo Carapeguá 1:0 Mariano Esteban Uglessich 29 |
| 22 kwietnia 2012 | Club Guaraní - Club Rubio Ñú 1:0 Marcelo José Palau 73 |
| 22 kwietnia 2012 | Club Sol de América - Independiente Asunción 1:2 David Ariel Mendieta 72 - Emanuel Biancucchi 35, Edgar Ramón Ferreira 89                                                    |
| 22 kwietnia 2012 | Sportivo Luqueño - Club Libertad 0:4 Víctor Javier Cáceres 52, José Ariel Núñez 83, Cristián Javier Nasuti 88, Rodolfo Vicente Gamarra 91                                    |
| 23 kwietnia 2012 | Tacuary Asunción - Club Nacional 0:3 Carlos Gabriel Ruíz Peralta 30, Rodrigo Teixeira 35, Ignacio Ramón Cáceres 46                                                           |

### Apertura 14
| Data             | Mecz |
| ---------------- | --- |
| 27 kwietnia 2012 | Club Libertad - Tacuary Asunción 2:1 Víctor Hugo Ayala 68, Néstor Abrahan Camacho 81 - Gustavo Antonio Giménez 27              |
| 28 kwietnia 2012 | Club Nacional - Club Guaraní 1:1 Luis Alberto Cabral 75s - Iván Emmanuel González 36                                           |
| 29 kwietnia 2012 | Cerro Porteño Presidente Franco - Cerro Porteño 1:2 Leonardo Delvalle 27 - Guillermo Alexis Beltrán 11, Walter Javier López 29 |
| 29 kwietnia 2012 | Independiente Asunción - Club Olimpia 3:0 Francisco Javier García 8, Michael Osmar Godoy 14, Imanol Iribarri 73                |
| 29 kwietnia 2012 | Club Rubio Ñú - Club Sol de América 0:3 Diego Ciz 15, Sergio Escalante 55, Enzo Enrico Prono 75                                |
| 29 kwietnia 2012 | Sportivo Carapeguá - Sportivo Luqueño 0:0                                                                                      |

### Apertura 15
| Data        | Mecz |
| ----------- | --- |
| 5 maja 2012 | Club Guaraní - Club Libertad 2:3 Carlos Daniel Hidalgo 29, Elvis Marecos 86 - Jonathan Santana 1, Gustavo Ramón Mencia 26, Rodolfo Vicente Gamarra 64    |
| 5 maja 2012 | Club Olimpia - Club Rubio Ñú 1:0 Maximiliano Ariel Biancucci 95                                                                                          |
| 6 maja 2012 | Cerro Porteño - Independiente Asunción 1:2 Roberto Antonio Nanni 86 - Emanuel Biancucchi 56, 75                                                          |
| 6 maja 2012 | Club Sol de América - Club Nacional 3:2 Bruno Amílcar Valdez 8, José Ortigoza 84, Sergio Escalante 90 - Rodrigo Teixeira 16, Herminio Antonio Miranda 25 |
| 6 maja 2012 | Sportivo Carapeguá - Cerro Porteño Presidente Franco 1:2 Danilo Ezequiel Carando 40 - Christian Fernando Andersen 18, Rogerio Luis Leichtweis 27         |
| 6 maja 2012 | Sportivo Luqueño - Tacuary Asunción 1:1 Carlos Alberto Martìnez Ramìrez 89 - Raúl Basilio Román 47                                                       |

### Apertura 16
| Data         | Mecz |
| ------------ | --- |
| 12 maja 2012 | Cerro Porteño Presidente Franco - Sportivo Luqueño 0:1 Roberto Carlos Gamarra 29                                                                                 |
| 12 maja 2012 | Club Libertad - Club Sol de América 0:1 José Ortigoza 85 |
| 12 maja 2012 | Tacuary Asunción - Club Guaraní 1:1 Jorge Miguel Ortega 5 - Carlos Daniel Hidalgo 25                                                                             |
| 13 maja 2012 | Independiente Asunción - Sportivo Carapeguá 1:1 Emanuel Biancucchi 29k - Cristián Martínez Medina 78                                                             |
| 13 maja 2012 | Club Nacional - Club Olimpia 0:0 |
| 13 maja 2012 | Club Rubio Ñú - Cerro Porteño 2:3 Josías Cardoso 40, Arturo David Aquino 81 - Mariano Esteban Uglessich 32, Roberto Antonio Nanni 63, Julio Daniel Dos Santos 90 |

### Apertura 17
| Data            | Mecz |
| --------------- | --- |
| 12 czerwca 2012 | Cerro Porteño Presidente Franco - Independiente Asunción 1:1 Fulvio Ramón Duarte 13 - Imanol Iribarri 34                    |
| 12 czerwca 2012 | Club Olimpia - Club Libertad 2:1 Luis Nery Caballero 39, 50 - Pablo César Velásquez 5                                       |
| 12 czerwca 2012 | Club Sol de América - Tacuary Asunción 2:0 Enzo Enrico Prono 7, José Ortigoza 33                                            |
| 12 czerwca 2012 | Sportivo Carapeguá - Club Rubio Ñú 2:1 Jorge Amado Ayala 8, 78 - Cláudio César Correa 21                                    |
| 12 czerwca 2012 | Sportivo Luqueño - Club Guaraní 2:2 Guido Di Vanni 11, Adriano Javier Duarte 62 - Dante López 38, Iván Emmanuel González 46 |
| 13 czerwca 2012 | Cerro Porteño - Club Nacional 2:1 Roberto Antonio Nanni 81, 82 - Gustavo Alberto Cristaldo 45                               |

### Apertura 18
| Data            | Mecz |
| --------------- | --- |
| 16 czerwca 2012 | Tacuary Asunción - Club Olimpia 0:0                                                                                              |
| 17 czerwca 2012 | Club Guaraní - Club Sol de América 2:1 Iván Emmanuel González 50, Elvis Marecos 73 - Enzo Enrico Prono 35                        |
| 17 czerwca 2012 | Independiente Asunción - Sportivo Luqueño 1:1 Francisco Javier García 59 - Guido Di Vanni 16                                     |
| 17 czerwca 2012 | Club Libertad - Cerro Porteño 2:1 Gustavo Ramón Mencia 5, Rodolfo Vicente Gamarra 89 - Jonathan Fabbro 74                        |
| 17 czerwca 2012 | Club Nacional - Sportivo Carapeguá 3:1 Gustavo Alberto Cristaldo 37, 84, Ariel Gregorio Bogado 69 - Jorge Amado Ayala 67         |
| 17 czerwca 2012 | Club Rubio Ñú - Cerro Porteño Presidente Franco 1:2 Christian Gustavo Sosa 56 - Leonardo Delvalle 15, Rogerio Luis Leichtweis 86 |

### Apertura 19
| Data            | Mecz |
| --------------- | --- |
| 26 czerwca 2012 | Cerro Porteño Presidente Franco - Club Nacional 5:0 Christian Fernando Andersen 15, Leonardo Delvalle 34, Rogerio Luis Leichtweis 40k, Francisco Ramón López 63, Sergio Samudio 92 |
| 26 czerwca 2012 | Independiente Asunción - Club Rubio Ñú 1:0 Francisco Javier García 21 |
| 26 czerwca 2012 | Club Olimpia - Club Guaraní 2:0 Pablo Daniel Zeballos 11, Maximiliano Ariel Biancucci 50                                                                                           |
| 26 czerwca 2012 | Sportivo Carapeguá - Club Libertad 2:2 Esteban José Ramírez 32, Éver Amarilla 90 - José Ariel Núñez 38, Mauro Andrés Caballero 59                                                  |
| 26 czerwca 2012 | Sportivo Luqueño - Club Sol de América 0:2 José Ortigoza 61, 94 |
| 27 czerwca 2012 | Cerro Porteño - Tacuary Asunción 2:0 Santiago Gabriel Salcedo 82, Jonathan Fabbro 89                                                                                               |

### Apertura 20
| Data            | Mecz |
| --------------- | --- |
| 30 czerwca 2012 | Club Nacional - Independiente Asunción 5:0 Gustavo Alberto Cristaldo 21, Javier Mercedes González 60, 77, Ariel Gregorio Bogado 68, 86 |
| 30 czerwca 2012 | Club Rubio Ñú - Sportivo Luqueño 0:0                                                                                                   |
| 30 czerwca 2012 | Club Sol de América - Club Olimpia 0:1 David Ariel Mendieta 15s                                                                        |
| 30 czerwca 2012 | Tacuary Asunción - Sportivo Carapeguá 1:1 Raúl Basilio Román 46k - Jorge Amado Ayala 41k                                               |
| 1 lipca 2012    | Club Guaraní - Cerro Porteño 0:1 Edgar Benítez 81                                                                                      |
| 1 lipca 2012    | Club Libertad - Cerro Porteño Presidente Franco 2:0 José Ariel Núñez 48, Mauro Andrés Caballero 86                                     |

### Apertura 21
| Data         | Mecz |
| ------------ | --- |
| 1 lipca 2012 | Cerro Porteño - Club Sol de América 2:0 Santiago Gabriel Salcedo 54, Alejandro Damián Da Silva 85                                                                                    |
| 1 lipca 2012 | Cerro Porteño Presidente Franco - Tacuary Asunción 2:1 Arnaldo Joel Recalde 10, Christian Fernando Andersen 42 - Jorge Miguel Ortega 42                                              |
| 1 lipca 2012 | Independiente Asunción - Club Libertad 1:4 José Báez 70 - Ismael Benegas 30, Pablo César Velásquez 32, 90, Nery Rubén Bareiro 38                                                     |
| 1 lipca 2012 | Club Rubio Ñú - Club Nacional 3:3 Arturo David Aquino 34, Josías Cardoso 63, William Ramón Santander 76 - Silvio Torales 2, Carlos Gabriel Ruíz Peralta 42, Ariel Gregorio Bogado 85 |
| 1 lipca 2012 | Sportivo Carapeguá - Club Guaraní 0:0 |
| 1 lipca 2012 | Sportivo Luqueño - Club Olimpia 2:1 Sergio Raùl Vergara 13, Juan Gabriel Abente 52 - Arnaldo Castorino 63                                                                            |

### Apertura 22
| Data         | Mecz |
| ------------ | --- |
| 7 lipca 2012 | Club Guaraní - Cerro Porteño Presidente Franco 0:0                                                                          |
| 7 lipca 2012 | Club Libertad - Club Rubio Ñú 1:0 José Ariel Núñez 24                                                                       |
| 7 lipca 2012 | Club Nacional - Sportivo Luqueño 2:1 Carlos Gabriel Ruíz Peralta 24, Gustavo Alberto Cristaldo 36 - César Cáceres Cañete 92 |
| 8 lipca 2012 | Club Olimpia - Cerro Porteño 1:2 Arnaldo Castorino 75 - Santiago Gabriel Salcedo 36k, Jonathan Fabbro 65                    |
| 8 lipca 2012 | Club Sol de América - Sportivo Carapeguá 1:0 Cecilio Andrés Domínguez 88                                                    |
| 8 lipca 2012 | Tacuary Asunción - Independiente Asunción 1:1 Grégor Alcides Aguayo 50 - Luciano Ursino 43                                  |

### Tabela Apertura 2012
| Poz | Klub                            | Mecze | Zw | Rem | Por | Pkt | BrZd | BrStr |
| --- | ------------------------------- | ----- | -- | --- | --- | --- | ---- | ----- |
| 1   | Cerro Porteño                   | 22    | 16 | 1   | 5   | 49  | 40   | 23    |
| 2   | Club Olimpia                    | 22    | 14 | 5   | 3   | 47  | 30   | 20    |
| 3   | Club Libertad                   | 22    | 13 | 5   | 4   | 44  | 40   | 19    |
| 4   | Club Sol de América             | 22    | 11 | 2   | 9   | 35  | 38   | 27    |
| 5   | Club Nacional                   | 22    | 10 | 3   | 9   | 33  | 40   | 32    |
| 6   | Club Guaraní                    | 22    | 8  | 6   | 8   | 30  | 28   | 25    |
| 7   | Cerro Porteño Presidente Franco | 22    | 7  | 6   | 9   | 27  | 26   | 29    |
| 8   | Sportivo Luqueño                | 22    | 6  | 8   | 8   | 26  | 23   | 30    |
| 9   | Independiente Asunción          | 22    | 6  | 7   | 9   | 25  | 28   | 42    |
| 10  | Sportivo Carapeguá              | 22    | 4  | 8   | 10  | 20  | 23   | 29    |
| 11  | Club Rubio Ñú                   | 22    | 5  | 3   | 14  | 18  | 24   | 40    |
| 12  | Tacuary Asunción                | 22    | 1  | 8   | 13  | 11  | 15   | 39    |

## Torneo Clausura 2012

### Clausura 1
| Data          | Mecz                                                                                                   |
| ------------- | --- |
| 28 lipca 2012 | Independiente Asunción - Tacuary Asunción 0:2 Jorge Miguel Ortega 51, 65                               |
| 28 lipca 2012 | Club Libertad - Club Nacional 1:0 José Ariel Núñez 46                                                  |
| 29 lipca 2012 | Cerro Porteño Presidente Franco - Sportivo Luqueño 0:1 Claudio David Vargas 73                         |
| 29 lipca 2012 | Club Rubio Ñú - Club Olimpia 0:3 Arnaldo Castorino 42, Néstor Fabián Bareiro 83, Arnaldo Rodríguez 87s |
| 30 lipca 2012 | Cerro Porteño - Club Guaraní 1:2 Alejandro Damián Da Silva 62 - Diego Centurión 73, 75                 |
| 30 lipca 2012 | Sportivo Carapeguá - Club Sol de América 1:1 Jorge Amado Ayala 38k - Diego Marcelo Vázquez 43          |

### Clausura 2
| Data            | Mecz |
| --------------- | --- |
| 3 sierpnia 2012 | Tacuary Asunción - Club Libertad 1:1 Ramón Cardozo 88k - José Ariel Núñez 75                                        |
| 4 sierpnia 2012 | Club Guaraní - Independiente Asunción 3:1 Diego Centurión 3, 74, Iván Emmanuel González 12 - Michael Osmar Godoy 38 |
| 4 sierpnia 2012 | Club Olimpia - Cerro Porteño 0:0                                                                                    |
| 5 sierpnia 2012 | Club Nacional - Sportivo Luqueño 0:0                                                                                |
| 5 sierpnia 2012 | Club Sol de América - Club Rubio Ñú 1:1 Sergio Escalante 38 - Roberto Carlos Gamarra 76k                            |
| 5 sierpnia 2012 | Sportivo Carapeguá - Cerro Porteño Presidente Franco 1:2 Jorge Amado Ayala 15 - Rogerio Luis Leichtweiss 46, 54     |

### Clausura 3
| Data             | Mecz |
| ---------------- | --- |
| 11 sierpnia 2012 | Independiente Asunción - Club Olimpia 1:1 Richard Martín Lugo 5 - Juan Manuel Salgueiro 22                                                                                    |
| 12 sierpnia 2012 | Cerro Porteño - Club Sol de América 2:3 Alejandro Damián Da Silva 75, Roberto Antonio Nanni 85 - Diego Marcelo Vázquez 5, David Ariel Mendieta 24, Sergio Escalante 49        |
| 12 sierpnia 2012 | Cerro Porteño Presidente Franco - Club Nacional 2:3 Sergio Samudio 1, Christian Fernando Andersen 26 - Marcos Benjamin Melgarejo 45, Derlis Orué 58, César Cáceres Cañete 91k |
| 12 sierpnia 2012 | Club Libertad - Club Guaraní 0:0 |
| 12 sierpnia 2012 | Club Rubio Ñú - Sportivo Carapeguá 1:1 Josías Cardoso 71 - Ricardo Javier Ortíz 20                                                                                            |
| 12 sierpnia 2012 | Sportivo Luqueño - Tacuary Asunción 2:0 Claudio David Vargas 19, Guido Di Vanni 44                                                                                            |

### Clausura 4
| Data             | Mecz |
| ---------------- | --- |
| 18 sierpnia 2012 | Sportivo Carapeguá - Cerro Porteño 1:1 Jorge Amado Ayala 64 - Roberto Antonio Nanni 57                              |
| 19 sierpnia 2012 | Club Guaraní - Sportivo Luqueño 1:0 Dante López 13                                                                  |
| 19 sierpnia 2012 | Club Olimpia - Club Libertad 2:2 Freddy Bareiro 7, Richard Ortiz 30 - José Ariel Núñez 26, Pablo César Velásquez 42 |
| 19 sierpnia 2012 | Club Rubio Ñú - Cerro Porteño Presidente Franco 0:0                                                                 |
| 19 sierpnia 2012 | Club Sol de América - Independiente Asunción 1:1 Roberto Bonet 33 - Roberto Martínez Gamarra 46                     |
| 19 sierpnia 2012 | Tacuary Asunción - Club Nacional 0:1 Ángel Reinaldo Orué 63                                                         |

### Clausura 5
| Data             | Mecz |
| ---------------- | --- |
| 24 sierpnia 2012 | Cerro Porteño - Club Rubio Ñú 3:0 Santiago Gabriel Salcedo 4, Jonathan Fabbro 18, Julio Daniel Dos Santos 82  |
| 24 sierpnia 2012 | Club Libertad - Club Sol de América 1:1 Sergio Daniel Aquino 66k - Diego Ciz 34                               |
| 25 sierpnia 2012 | Independiente Asunción - Sportivo Carapeguá 0:1 Arnulfo Colmán 91                                             |
| 25 sierpnia 2012 | Club Nacional - Club Guaraní 1:2 Silvio Torales 13 - Diego Centurión 15, 47                                   |
| 25 sierpnia 2012 | Sportivo Luqueño - Club Olimpia 2:1 Juan Pablo Raponi 60, Ariel Gregorio Bogado 76 - Juan Manuel Salgueiro 51 |
| 26 sierpnia 2012 | Cerro Porteño Presidente Franco - Tacuary Asunción 2:0 Leonardo Delvalle 54 - Arnaldo Joel Recalde 56         |

### Clausura 6
| Data                | Mecz |
| ------------------- | --- |
| 29 sierpnia 2012    | Club Rubio Ñú - Independiente Asunción 1:0 Lauro Ramón Cazal 41                                                                                     |
| 29 sierpnia 2012    | Club Sol de América - Sportivo Luqueño 2:2 Diego Marcelo Vázquez 26, Sergio Escalante 30 - Ariel Gregorio Bogado 16, Claudio David Vargas 45+1      |
| 29 sierpnia 2012    | Sportivo Carapeguá - Club Libertad 2:0 Rodrigo Ernesto Soria 66, Nelson Cuevas 88                                                                   |
| 8 września 2012     | Club Guaraní - Tacuary Asunción 2:0 Elvis Marecos 72s, Nicolás Martínez 90                                                                          |
| 9 września 2012     | Club Olimpia - Club Nacional 1:0 Juan Manuel Salgueiro 40k                                                                                          |
| 4 października 2012 | Cerro Porteño - Cerro Porteño Presidente Franco 2:2 Jonathan Fabbro 6, Fidencio Oviedo 45 - Fabián Cornelio Balbuena 36, Rogerio Luis Leichtweis 69 |

### Clausura 7
| Data            | Mecz |
| --------------- | --- |
| 1 września 2012 | Tacuary Asunción - Club Olimpia 2:3 Alejandro Nicolás Martínez 6, Diego Francisco Viera 28 - Juan Manuel Salgueiro 11, 87, Richard Ortiz 20 |
| 2 września 2012 | Cerro Porteño Presidente Franco - Club Guaraní 1:0 Rogerio Luis Leichtweis 33                                                               |
| 2 września 2012 | Independiente Asunción - Cerro Porteño 0:1 Julio Daniel Dos Santos 83                                                                       |
| 2 września 2012 | Club Libertad - Club Rubio Ñú 3:0 Sergio Daniel Aquino 7, Pablo César Velásquez 53, José Ariel Núñez 93                                     |
| 2 września 2012 | Club Nacional - Club Sol de América 1:0 Raúl Eduardo Piris 69                                                                               |
| 2 września 2012 | Sportivo Luqueño - Sportivo Carapeguá 3:1 Diego Armando Godoy 55, Luciano Vera 65, Adriano Javier Duarte 75 - Marco Antonio Prieto 23       |

### Clausura 8
| Data             | Mecz |
| ---------------- | --- |
| 14 września 2012 | Club Olimpia - Club Guaraní 0:1 Diego Centurión 77 |
| 14 września 2012 | Cerro Porteño - Club Libertad 3:3 Hernán Rodrigo López 40, Santiago Gabriel Salcedo 45+2k, Roberto Antonio Nanni 61 - Pablo César Velásquez 14, Gustavo Ramón Mencia 37, Sergio Daniel Aquino 79k |
| 14 września 2012 | Independiente Asunción - Cerro Porteño Presidente Franco 2:1 Miguel Ángel Almirón 2, 22 - Reinaldo Daniel López 35                                                                                |
| 14 września 2012 | Club Rubio Ñú - Sportivo Luqueño 1:1 Roberto Carlos Gamarra 22 - Diego Armando Godoy 44 |
| 14 września 2012 | Club Sol de América - Tacuary Asunción 3:1 Sergio Escalante 44k, 63k, Esteban Hernán Rivas 85 - Alejandro Nicolás Martínez 15k                                                                    |
| 14 września 2012 | Sportivo Carapeguá - Club Nacional 1:3 Ricardo Javier Ortíz 36 - Javier Mercedes González 8, Derlis Orué 31, Silvio Torales 93                                                                    |

### Clausura 9
| Data             | Mecz |
| ---------------- | --- |
| 22 września 2012 | Club Nacional - Club Rubio Ñú 2:0 Rodrigo Teixeira 57, Ángel Reinaldo Orué 87                                                                       |
| 22 września 2012 | Tacuary Asunción - Sportivo Carapeguá 2:2 Juan Isidro Núñez 24, Diego Francisco Viera 52 - Imanol Iribarri 40, Ricardo Javier Ortíz 50              |
| 23 września 2012 | Cerro Porteño Presidente Franco - Club Olimpia 2:2 Rogerio Luis Leichtweis 25, Miguel Ángel Godoy 50 - Juan Manuel Salgueiro 37k, Freddy Bareiro 80 |
| 23 września 2012 | Club Libertad - Independiente Asunción 3:0 Gustavo Alberto Cristaldo 6, Sebastián Eguren 59, Néstor Abrahan Camacho 69                              |
| 23 września 2012 | Sportivo Luqueño - Cerro Porteño 0:0 |
| 24 września 2012 | Club Guaraní - Club Sol de América 3:2 Marcelo José Palau 5, 67, Sergio Daniel Órteman 57 - Ángel Daniel Enciso 32, Esteban Hernán Rivas 69         |

### Clausura 10
| Data             | Mecz |
| ---------------- | --- |
| 29 września 2012 | Club Rubio Ñú - Tacuary Asunción 3:1 Diego de Jesús Chamorro 41, Alberto Cirilo Contreras 71, Óscar Ramón Ruiz 79 - Juan Isidro Núñez 86 |
| 29 września 2012 | Club Sol de América - Club Olimpia 1:1 Marcos Duré 25 - Freddy Bareiro 42                                                                |
| 30 września 2012 | Cerro Porteño - Club Nacional 1:1 Jonathan Fabbro 48 - Marcos Benjamin Melgarejo 29                                                      |
| 30 września 2012 | Independiente Asunción - Sportivo Luqueño 0:1 Guido Di Vanni 78                                                                          |
| 30 września 2012 | Club Libertad - Cerro Porteño Presidente Franco 3:0 Sergio Daniel Aquino 19, Pablo César Velásquez 63, Sebastián Eguren 69               |
| 30 września 2012 | Sportivo Carapeguá - Club Guaraní 1:2 Imanol Iribarri 35 - Dante López 16, Diego Centurión 69                                            |

### Clausura 11
| Data                | Mecz |
| ------------------- | --- |
| 6 października 2012 | Club Guaraní - Club Rubio Ñú 2:0 Dante López 31, Diego Centurión 51 |
| 6 października 2012 | Club Nacional - Independiente Asunción 5:1 Rodrigo Teixeira 7, 64, César Cáceres Cañete 20, Carlos Gabriel Ruíz Peralta 31, Marcos Benjamin Melgarejo 76 - Emanuel Biancucchi 78 |
| 7 października 2012 | Cerro Porteño Presidente Franco - Club Sol de América 0:1 Cecilio Andrés Domínguez 87                                                                                            |
| 7 października 2012 | Club Olimpia - Sportivo Carapeguá 3:0 Richard Ortiz 20, Maximiliano Ariel Biancucci 45, Freddy Bareiro 88                                                                        |
| 7 października 2012 | Sportivo Luqueño - Club Libertad 0:2 Nelson David Romero 12, José Ariel Núñez 79                                                                                                 |
| 8 października 2012 | Tacuary Asunción - Cerro Porteño 0:2 Roberto Antonio Nanni 45+2k, 54 |

### Clausura 12
| Data                 | Mecz |
| -------------------- | --- |
| 19 października 2012 | Club Guaraní - Cerro Porteño 2:1 Diego Centurión 71, Luis de la Cruz 92 - Roberto Antonio Nanni 8                                                  |
| 20 października 2012 | Club Nacional - Club Libertad 1:2 Marcos Benjamin Melgarejo 64 - Sebastián Eguren 9, José Ariel Núñez 11                                           |
| 20 października 2012 | Club Sol de América - Sportivo Carapeguá 1:3 Diego Marcelo Vázquez 58 - Arnulfo Colmán 19, 50, Diego Wilmar Benítez 93                             |
| 20 października 2012 | Tacuary Asunción - Independiente Asunción 3:2 Alejandro Nicolás Martínez 10, 83, Cirilo Antonio Mora 68 - Luciano Ursino 11, Emanuel Biancucchi 45 |
| 21 października 2012 | Club Olimpia - Club Rubio Ñú 3:2 Maximiliano Ariel Biancucci 4, Juan Manuel Salgueiro 36, Freddy Bareiro 38 - Diego de Jesús Chamorro 22, 90       |
| 21 października 2012 | Sportivo Luqueño - Cerro Porteño Presidente Franco 1:2 Diego Armando Godoy 64 - Miguel Ángel Godoy 41, Rogerio Luis Leichtweis 84                  |

### Clausura 13
| Data                 | Mecz |
| -------------------- | --- |
| 26 października 2012 | Cerro Porteño Presidente Franco - Sportivo Carapeguá 1:0 Leonardo Delvalle 75k                                                                              |
| 26 października 2012 | Independiente Asunción - Club Guaraní 1:1 Luis Antonio Miño 51 - Dante López 61                                                                             |
| 26 października 2012 | Club Libertad - Tacuary Asunción 2:2 José Ariel Núñez 2, 92 - Alejandro Nicolás Martínez 42, 53                                                             |
| 27 października 2012 | Cerro Porteño - Club Olimpia 4:1 Santiago Gabriel Salcedo 17, Víctor Hugo Mareco 22, Walter Javier López 56, José Domingo Salcedo 84 - Arnaldo Castorino 83 |
| 27 października 2012 | Club Rubio Ñú - Club Sol de América 0:0 |
| 27 października 2012 | Sportivo Luqueño - Club Nacional 1:2 Édgar Arnulfo Robles 40 - Marcos Benjamin Melgarejo 8, Rodrigo Teixeira 30                                             |

### Clausura 14
| Data                 | Mecz |
| -------------------- | --- |
| 30 października 2012 | Club Guaraní - Club Libertad 0:2 Pablo César Velásquez 19, José Ariel Núñez 57                                               |
| 31 października 2012 | Club Nacional - Cerro Porteño Presidente Franco 3:0 Rodrigo Teixeira 2, 46, Carlos Gabriel Ruíz Peralta 17                   |
| 31 października 2012 | Club Olimpia - Independiente Asunción 3:1 Arnaldo Castorino 41, 51, Néstor Fabián Bareiro 90 - Miguel Ángel Almirón 81       |
| 31 października 2012 | Sportivo Carapeguá - Club Rubio Ñú 2:1 Michael Marcio Valenzuela 28, Rubén Darío Maldonado 58 - Cristhian Rolando Ledesma 63 |
| 31 października 2012 | Tacuary Asunción - Sportivo Luqueño 1:2 Bryan Montenegro 32 - Ariel Gregorio Bogado 43, Claudio David Vargas 68              |
| 28 listopada 2012    | Club Sol de América - Cerro Porteño 2:1 Diego Marcelo Vázquez 13, 43 - Pedro Juan Benítez 77                                 |

### Clausura 15
| Data             | Mecz                                                                                              |
| ---------------- | ------------------------------------------------------------------------------------------------- |
| 3 listopada 2012 | Club Libertad - Club Olimpia 1:1 Néstor Abrahan Camacho 64 - Arnaldo Castorino 41                 |
| 4 listopada 2012 | Cerro Porteño - Sportivo Carapeguá 1:0 Luis Carlos Cardozo 69                                     |
| 4 listopada 2012 | Cerro Porteño Presidente Franco - Club Rubio Ñú 1:0 Miguel Ángel Godoy 12                         |
| 4 listopada 2012 | Independiente Asunción - Club Sol de América 1:1 Rody Javier Martínez 81 - David Ariel Mendieta 7 |
| 4 listopada 2012 | Club Nacional - Tacuary Asunción 2:0 Marcos Miers 63, Marcos Benjamin Melgarejo 70                |
| 4 listopada 2012 | Sportivo Luqueño - Club Guaraní 1:1 Claudio David Vargas 52 - Dante López 36                      |

### Clausura 16
| Data              | Mecz |
| ----------------- | --- |
| 9 listopada 2012  | Club Sol de América - Club Libertad 0:0                                                                             |
| 10 listopada 2012 | Club Olimpia - Sportivo Luqueño 2:0 Sebastián Ariosa 62, Freddy Bareiro 78                                          |
| 10 listopada 2012 | Tacuary Asunción - Cerro Porteño Presidente Franco 4:0 Alejandro Nicolás Martínez 21, 57, 84, Bryan Montenegro 45+1 |
| 11 listopada 2012 | Club Guaraní - Club Nacional 0:1 Rodrigo Teixeira 4                                                                 |
| 11 listopada 2012 | Club Rubio Ñú - Cerro Porteño 1:2 Roberto Carlos Gamarra 81 - Santiago Gabriel Salcedo 54, 72                       |
| 11 listopada 2012 | Sportivo Carapeguá - Independiente Asunción 2:0 David Joel Pereira 13, Milciades Portillo 75s                       |

### Clausura 17
| Data              | Mecz |
| ----------------- | --- |
| 16 listopada 2012 | Tacuary Asunción - Club Guaraní 2:0 Pablo Esteban Espinoza 61, Alejandro Nicolás Martínez 91                                                                          |
| 17 listopada 2012 | Independiente Asunción - Club Rubio Ñú 2:2 Aldo Vera 32, 45 - Diego de Jesús Chamorro 16, Roberto Carlos Gamarra 38                                                   |
| 17 listopada 2012 | Club Libertad - Sportivo Carapeguá 2:1 Pablo César Velásquez 1, William Gabriel Mendieta 20 - Arnulfo Colmán 44                                                       |
| 17 listopada 2012 | Club Nacional - Club Olimpia 4:1 César Cáceres Cañete 2, Marcos Benjamin Melgarejo 14, Rodrigo Teixeira 80, Carlos Gabriel Ruíz Peralta 91 - Juan Manuel Salgueiro 25 |
| 17 listopada 2012 | Sportivo Luqueño - Club Sol de América 1:0 Guido Di Vanni 44 |
| 18 listopada 2012 | Cerro Porteño Presidente Franco - Cerro Porteño 0:5 Roberto Antonio Nanni 9, 52, Santiago Gabriel Salcedo 28, Jonathan Fabbro 36, Ángel Rodrigo Romero 90             |

### Clausura 18
| Data              | Mecz |
| ----------------- | --- |
| 21 listopada 2012 | Club Rubio Ñú - Club Libertad 2:7 Francisco Miguel Vera 65, Jorge Brítez 90 - Joe Bizera 3, Pablo César Velásquez 19, 44, Nelson David Romero 40, William Gabriel Mendieta 65, Jorge Luis Moreira 77, Cristián Matías Menéndez 80k |
| 21 listopada 2012 | Sportivo Carapeguá - Sportivo Luqueño 5:1 Rodrigo Ernesto Soria 15, 48k, Imanol Iribarri 63, 73, Ricardo Javier Ortíz 84 - Claudio David Vargas 23k                                                                                |
| 21 listopada 2012 | Club Guaraní - Cerro Porteño Presidente Franco 1:0 Diego Centurión 6 |
| 21 listopada 2012 | Club Sol de América - Club Nacional 2:0 Alfredo Carlos Alberto Mazacote 2, 36 |
| 21 listopada 2012 | Club Olimpia - Tacuary Asunción 2:2 Arnaldo Castorino 44, Freddy Bareiro 78 - Alejandro Nicolás Martínez 47, Diego Francisco Viera 90                                                                                              |
| 22 listopada 2012 | Cerro Porteño - Independiente Asunción 2:0 (Jonathan Fabbro 25, Roberto Antonio Nanni 30k |

### Clausura 19
| Data              | Mecz |
| ----------------- | --- |
| 24 listopada 2012 | Club Guaraní - Club Olimpia 2:1 Diego Centurión 34, Dante López 79 - Freddy Bareiro 33                               |
| 25 listopada 2012 | Cerro Porteño Presidente Franco - Independiente Asunción 1:1 Francisco Ramón López 19 - Víctor Hugo Dávalos 23       |
| 25 listopada 2012 | Club Libertad - Cerro Porteño 1:0 Pablo César Velásquez 30                                                           |
| 25 listopada 2012 | Club Nacional - Sportivo Carapeguá 2:0 Javier Mercedes González 72, Carlos Gabriel Ruíz Peralta 82                   |
| 25 listopada 2012 | Sportivo Luqueño - Club Rubio Ñú 2:0 José Carlos Burgos 17, Ariel Gregorio Bogado 77                                 |
| 25 listopada 2012 | Tacuary Asunción - Club Sol de América 2:1 Ramón Cardozo 52, Reinaldo Ocampo 70 - Alfredo Carlos Alberto Mazacote 47 |

### Clausura 20
| Data              | Mecz |
| ----------------- | --- |
| 30 listopada 2012 | Independiente Asunción - Club Libertad 0:5 José Ariel Núñez 64, 91, William Gabriel Mendieta 72, Aldo Olmedo 87, Miguel Samudio 88                   |
| 1 grudnia 2012    | Cerro Porteño - Sportivo Luqueño 1:1 Óscar Romero Villamayor 60 - Christian Santacruz 77                                                             |
| 1 grudnia 2012    | Club Rubio Ñú - Club Nacional 0:1 Rodrigo Teixeira 91                                                                                                |
| 2 grudnia 2012    | Sportivo Carapeguá - Tacuary Asunción 0:4 Marco Antonio Acosta Rojas 21, Juan Isidro Núñez 63, Alejandro Nicolás Martínez 71, Jorge Miguel Ortega 87 |
| 2 grudnia 2012    | Club Olimpia - Cerro Porteño Presidente Franco 0:0                                                                                                   |
| 2 grudnia 2012    | Club Sol de América - Club Guaraní 1:1 Edgar Orzuza 55 - Luis Alberto Cabral 85                                                                      |

### Clausura 21
| Data           | Mecz |
| -------------- | --- |
| 7 grudnia 2012 | Cerro Porteño Presidente Franco - Club Libertad 0:1 Pablo César Velásquez 26                                       |
| 7 grudnia 2012 | Sportivo Luqueño - Independiente Asunción 1:0 Claudio David Vargas 35                                              |
| 7 grudnia 2012 | Tacuary Asunción - Club Rubio Ñú 1:2 Raúl Basilio Román 85 - Diego de Jesús Chamorro 8, Óscar Basilio Velázquez 16 |
| 9 grudnia 2012 | Club Guaraní - Sportivo Carapeguá 2:1 Sergio Daniel Órteman 32k, Diego Centurión 63 - Arnulfo Colmán 43            |
| 9 grudnia 2012 | Club Nacional - Cerro Porteño 0:1 Santiago Gabriel Salcedo 32                                                      |
| 9 grudnia 2012 | Club Olimpia - Club Sol de América 1:0 Martín Adrián Silva 52k                                                     |

### Clausura 22
| Data            | Mecz |
| --------------- | --- |
| 15 grudnia 2012 | Cerro Porteño - Tacuary Asunción 5:1 Óscar Romero Villamayor 53, Iván Arturo Torres 57, Ángel Rodrigo Romero 80, 85, Juan José Franco 88 - Juan Isidro Núñez 58 |
| 15 grudnia 2012 | Sportivo Carapeguá - Club Olimpia 4:1 Rodrigo Ernesto Soria 34k, 39, Arnulfo Colmán 59, Derlis Correa 60 - Eduardo Aranda 32                                    |
| 15 grudnia 2012 | Independiente Asunción - Club Nacional 0:3 Carlos Gabriel Ruíz Peralta 12, César Cáceres Cañete 45, Marcos Benjamin Melgarejo 68                                |
| 15 grudnia 2012 | Club Sol de América - Cerro Porteño Presidente Franco 0:2 Francisco Ramón López 22, Sergio Samudio 76                                                           |
| 16 grudnia 2012 | Club Rubio Ñú - Club Guaraní 1:0 Diego de Jesús Chamorro 46 |
| 16 grudnia 2012 | Club Libertad - Sportivo Luqueño 2:0 José Ariel Núñez 1, 20 |

### Tabela końcowa Clausura 2012
| Poz | Klub                            | Mecze | Zw | Rem | Por | Pkt | BrZd | BrStr |
| --- | ------------------------------- | ----- | -- | --- | --- | --- | ---- | ----- |
| 1   | Club Libertad                   | 22    | 13 | 8   | 1   | 47  | 44   | 16    |
| 2   | Club Nacional                   | 22    | 14 | 2   | 6   | 44  | 36   | 16    |
| 3   | Club Guaraní                    | 22    | 13 | 4   | 5   | 43  | 28   | 19    |
| 4   | Cerro Porteño                   | 22    | 10 | 7   | 5   | 37  | 39   | 21    |
| 5   | Sportivo Luqueño                | 22    | 9  | 6   | 7   | 33  | 23   | 24    |
| 6   | Club Olimpia                    | 22    | 8  | 8   | 6   | 32  | 33   | 31    |
| 7   | Cerro Porteño Presidente Franco | 22    | 7  | 5   | 10  | 26  | 19   | 31    |
| 8   | Club Sol de América             | 22    | 5  | 10  | 7   | 25  | 24   | 26    |
| 9   | Sportivo Carapeguá              | 22    | 7  | 4   | 11  | 25  | 30   | 34    |
| 10  | Tacuary Asunción                | 22    | 6  | 4   | 12  | 22  | 31   | 39    |
| 11  | Club Rubio Ñú                   | 22    | 4  | 6   | 12  | 18  | 18   | 38    |
| 12  | Independiente Asunción          | 22    | 1  | 6   | 15  | 9   | 14   | 44    |

## Sumaryczna tabela sezonu 2012
| Poz | Klub                            | Mecze | Zw | Rem | Por | Pkt | BrZd | BrStr |
| --- | ------------------------------- | ----- | -- | --- | --- | --- | ---- | ----- |
| 1   | Club Libertad                   | 44    | 26 | 13  | 5   | 91  | 84   | 35    |
| 2   | Cerro Porteño                   | 44    | 26 | 8   | 10  | 86  | 79   | 44    |
| 3   | Club Olimpia                    | 44    | 22 | 13  | 9   | 79  | 63   | 51    |
| 4   | Club Nacional                   | 44    | 24 | 5   | 15  | 77  | 76   | 48    |
| 5   | Club Guaraní                    | 44    | 21 | 10  | 13  | 73  | 56   | 44    |
| 6   | Club Sol de América             | 44    | 16 | 12  | 16  | 60  | 62   | 53    |
| 7   | Sportivo Luqueño                | 44    | 15 | 14  | 15  | 59  | 46   | 54    |
| 8   | Cerro Porteño Presidente Franco | 44    | 14 | 11  | 19  | 53  | 45   | 60    |
| 9   | Sportivo Carapeguá              | 44    | 11 | 12  | 21  | 45  | 53   | 63    |
| 10  | Club Rubio Ñú                   | 44    | 9  | 9   | 26  | 36  | 42   | 78    |
| 11  | Independiente Asunción          | 44    | 7  | 13  | 24  | 34  | 42   | 86    |
| 12  | Tacuary Asunción                | 44    | 7  | 12  | 25  | 33  | 46   | 78    |

O spadku z ligi decydował średni dorobek z trzech ostatnich sezonów.